# كليفلاند روكرز
كليفلاند روكرز (بالإنجليزية: Cleveland Rockers)‏ كان فريق كرة سلة أمريكي تأسس في سنة 1997 وكان مقره يقع في كليفلاند. نافس في دوري الاتحاد الوطني لكرة السلة النسائية وكان أحد الفرق الثمانية الأولى التي لعبت في الموسم الأول منه.